# 삼각 적분 함수

Si(x) (파랑), Ci(x) (녹색)의 그래프

삼각 적분 함수(영어: Trigonometric integrals)은 삼각 함수의 변형의 적분들을 묶어서 말하는 것이다. 일반적인 삼각 함수의 적분은 적분표에서 볼 수 있으나 약간만 변형해도 비초등함수가 됨이 알려져 있다.

## 사인 적분 함수

0 ≤ x ≤ 8π에 대한 Si(x)의 그래프

여러 다른 사인 적분 함수의 정의에는 다음이 있다.
{\displaystyle {\rm {Si}}(x)=\int _{0}^{x}{\frac {\sin t}{t}}\,dt}
{\displaystyle {\rm {si}}(x)=-\int _{x}^{\infty }{\frac {\sin t}{t}}\,dt}
{\displaystyle {\rm {Si}}(x)} 은{\displaystyle \sin x/x}의 {\displaystyle x=0}에서 시작하는 정적분이며, {\displaystyle {\rm {si}}(x)}은 {\displaystyle \sin x/x}의 {\displaystyle x=\infty }에서 끝나는 정적분이다.
여기서 {\displaystyle {\frac {\sin t}{t}}}는 싱크 함수혹은 0번째 구면 베셀 함수이다.
{\displaystyle x=\infty }이면 디리클레 적분이 된다.

## 코사인 적분 함수

0 < x ≤ 8π에 대한 Ci(x)의 그래프.

여러 다른 코사인 적분 함수의 정의에는 다음이 있다.
{\displaystyle {\rm {Ci}}(x)=\gamma +\ln x+\int _{0}^{x}{\frac {\cos t-1}{t}}\,dt}
{\displaystyle {\rm {ci}}(x)=-\int _{x}^{\infty }{\frac {\cos t}{t}}\,dt}
{\displaystyle {\rm {Cin}}(x)=\int _{0}^{x}{\frac {1-\cos t}{t}}\,dt}
{\displaystyle {\rm {ci}}(x)}은 {\displaystyle x=\infty }에서 끝나는 {\displaystyle \cos x/x}의 정적분이다.
다음이 성립한다.
{\displaystyle {\rm {ci}}(x)={\rm {Ci}}(x)\,}
{\displaystyle {\rm {Cin}}(x)=\gamma +\ln x-{\rm {Ci}}(x)\,}

## 쌍곡사인 적분 함수
쌍곡사인 적분 함수는 다음과 같이 정의된다.
{\displaystyle {\rm {Shi}}(x)=\int _{0}^{x}{\frac {\sinh t}{t}}\,dt={\rm {shi}}(x).}
그리고 이 함수의 테일러 급수는 다음과 같다.
{\displaystyle {\rm {Shi}}(x)=\sum _{n=0}^{\infty }{\frac {x^{2n+1}}{(2n+1)^{2}(2n)!}}=x+{\frac {x^{3}}{3!\cdot 3}}+{\frac {x^{5}}{5!\cdot 5}}+{\frac {x^{7}}{7!\cdot 7}}+\cdots .}

## 쌍곡코사인 적분 함수
쌍곡 코사인 적분함수는 다음과 같이 정의된다.
{\displaystyle {\rm {Chi}}(x)=\gamma +\ln x+\int _{0}^{x}{\frac {\cosh t-1}{t}}\,dt={\rm {chi}}(x)}
여기서 {\displaystyle \gamma }는 오일러-마스케로니 상수이다.

## 전개
삼각 적분 함수의 계산을 위해 다양한 전개가 사용된다.

### 점근 전개(asymptotic expansion)
{\displaystyle {\rm {Si}}(x)={\frac {\pi }{2}}-{\frac {\cos x}{x}}\left(1-{\frac {2!}{x^{2}}}+\cdots \right)-{\frac {\sin x}{x}}\left({\frac {1}{x}}-{\frac {3!}{x^{3}}}+\cdots \right)}
{\displaystyle {\rm {Ci}}(x)={\frac {\sin x}{x}}\left(1-{\frac {2!}{x^{2}}}+\cdots \right)-{\frac {\cos x}{x}}\left({\frac {1}{x}}-{\frac {3!}{x^{3}}}+\cdots \right)}
이 급수는 점근 전개(asymptotic expansion)이고 발산한다. 하지만 {\displaystyle ~{\rm {Re}}(x)\gg 1~}인 경우에도 근사값을 구하는데 이용할 수 있다.

### 수렴 급수
{\displaystyle {\rm {Si}}(x)=\sum _{n=0}^{\infty }{\frac {(-1)^{n}x^{2n+1}}{(2n+1)(2n+1)!}}=x-{\frac {x^{3}}{3!\cdot 3}}+{\frac {x^{5}}{5!\cdot 5}}-{\frac {x^{7}}{7!\cdot 7}}\pm \cdots }
{\displaystyle {\rm {Ci}}(x)=\gamma +\ln x+\sum _{n=1}^{\infty }{\frac {(-1)^{n}x^{2n}}{2n(2n)!}}=\gamma +\ln x-{\frac {x^{2}}{2!\cdot 2}}+{\frac {x^{4}}{4!\cdot 4}}\mp \cdots }
이 급수는 모든 복소수 {\displaystyle ~x~}에 대해 수렴하며, {\displaystyle |x|\gg 1} 이어도 점점 느리게 수렴하지만 고정밀도의 계산을 하려면 많은 항이 필요하다.

## 지수 적분 함수의 허수부와 관계
아래의 함수는 지수 적분 함수라고 불리며
{\displaystyle {\rm {E}}_{1}(z)=\int _{1}^{\infty }{\frac {\exp(-zt)}{t}}\,{\rm {d}}t\qquad ({\rm {Re}}(z)\geq 0)}
Si 와 Ci와 관련이 있다.:
{\displaystyle {\rm {E}}_{1}({\rm {i}}\!~x)=i\left(-{\frac {\pi }{2}}+{\rm {Si}}(x)\right)-{\rm {Ci}}(x)=i~{\rm {si}}(x)-{\rm {ci}}(x)\qquad (x>0)}
x에 음수를 넣지 않는한, 두 함수는 해석적이다. 유효한 구간의 면적은 x의 실수부가 양수인 {\displaystyle {\rm {Re}}(x)>0} 구간으로 확장할 수 있다. 이 범위를 벗어나면, {\displaystyle \pi }의 정수배 항이 등장한다.
일반화된 지수 적분 함수에 허수를 대입했을 때는 다음과 같다.
{\displaystyle \int _{1}^{\infty }\cos(ax){\frac {\ln x}{x}}\,dx=-{\frac {\pi ^{2}}{24}}+\gamma \left({\frac {\gamma }{2}}+\ln a\right)+{\frac {\ln ^{2}a}{2}}+\sum _{n\geq 1}{\frac {(-a^{2})^{n}}{(2n)!(2n)^{2}}},}
이것은 아래 식의 실수부이다.
{\displaystyle \int _{1}^{\infty }e^{iax}{\frac {\ln x}{x}}\,dx=-{\frac {\pi ^{2}}{24}}+\gamma \left({\frac {\gamma }{2}}+\ln a\right)+{\frac {\ln ^{2}a}{2}}-{\frac {\pi }{2}}i(\gamma +\ln a)+\sum _{n\geq 1}{\frac {(ia)^{n}}{n!n^{2}}}.}
비슷하게
{\displaystyle \int _{1}^{\infty }e^{iax}{\frac {\ln x}{x^{2}}}dx=1+ia[-{\frac {\pi ^{2}}{24}}+\gamma \left({\frac {\gamma }{2}}+\ln a-1\right)+{\frac {\ln ^{2}a}{2}}-\ln a+1-{\frac {i\pi }{2}}(\gamma +\ln a-1)]+\sum _{n\geq 1}{\frac {(ia)^{n+1}}{(n+1)!n^{2}}}.}

## 같이 보기
- 지수 적분 함수
- 로그 적분 함수

### 신호 처리
- Gibbs phenomenon
- Ringing artifacts